# Glypta mimica
Glypta mimica là một loài tò vò trong họ Ichneumonidae.